# Торкильдсен, Торлейф
Торлейф Торкильдсен (норв. Torleif Torkildsen; 12 мая 1892, Кристиания — 14 октября 1944, Осло) — норвежский гимнаст и теннисист, бронзовый призёр летних Олимпийских игр 1912 года в Стокгольме по гимнастике в командном первенстве по шведской системе.

## Биография
Занимался профессионально гимнастикой и теннисом. В составе сборной Норвегии на Олимпиаде 1912 года в первенстве по шведской системе стал бронзовым призёром. В составе мужской команды Норвегии в 1929 году участвовал в отборочном турнире к Кубку Дэвиса в матче против сборной Венгрии. Венгрия выиграла 4:1, и единственное очко команда Норвегии набрала именно за счёт победы Торлейфа над Имре Такатцем. До этого он также одержал единственную победу в Северном Кубке 1927 года в матче против шведа Курта Эстберга. В том же году в августе Торкильдсен выиграл международный турнир в Осло, победив Эстберга в финале. Пятикратный чемпион Норвегии с 1926 по 1930 годы